# Mińska Grupa Szybka
Mińska Grupa Szybka – jedna z radzieckich grup armijnych. Razem z Dzierżyńską Grupą Konno-Zmechanizowaną wchodziła w skład 11 Armii Nikifora Wasiljewicza Medwiediewa we Froncie Białoruskim Michaiła Kowaliowa.
Mińska Grupa Szybka brała udział w inwazji sowieckiej na Polskę 17 września 1939.

## Skład we wrześniu 1939
- 3 Korpus Kawalerii
  - 7 Dywizja Kawalerii
  - 36 Dywizja Kawalerii
  - 6 Brygada Pancerna
- 16 Korpus Strzelecki
  - 2 Dywizja Strzelecka
  - 100 Dywizja Strzelecka